# Parti socialiste autonome (France)
Pour les articles homonymes, voir Parti socialiste autonome et PSA.
Le Parti socialiste autonome (PSA) est un parti politique français, créé en 1958 par plusieurs personnalités politiques, en rupture avec la SFIO sur deux points essentiels : la guerre d'Algérie, et la position face au général de Gaulle. Le principal dirigeant de ce parti est Édouard Depreux. Il cesse d’exister en avril 1960, en fusionnant avec d’autres « formations politiques » au sein du Parti socialiste unifié (PSU).

## Une brève histoire
Dès 1956, la politique menée en Algérie par le gouvernement dirigé par le dirigeant socialiste Guy Mollet provoque la montée d'une opposition au sein de la SFIO. Le 19 novembre 1956, cette opposition, minoritaire, publie un manifeste, signée par 81 personnalités de ce parti. Les signataires affirment que sans « un changement immédiat et radical de la politique algérienne du gouvernement » ils n'hésiteraient pas à se situer dans l'opposition. Parmi les signataires se trouvent plusieurs parlementaires « historiques » de la SFIO, dont Édouard Depreux, Daniel Mayer, Alain Savary, Gilberte Brossolette, des opposants de longue date tel Marceau Pivert et des jeunes responsables, tel Pierre Bérégovoy. La plaie ouverte est loin de se refermer et s'agrandit en 1957, où le gouvernement Guy Mollet et son ministre de la Justice François Mitterrand accentuent la politique répressive, faisant même donner la guillotine contre les indépendantistes algériens. Un Comité socialiste d'études et d'action pour la paix en Algérie regroupant cette minorité est créé en janvier 1957 afin de peser sur les débats de la SFIO. Sa motion obtient 13 % lors du 49e congrès de Toulouse en juin 1957.
L'arrivée au pouvoir en juin 1958 du Général de Gaulle et le soutien que lui apporte Guy Mollet, secrétaire général de la SFIO et de la direction de la SFIO, accentue le fossé avec les opposants, dont les rangs grossissent et qui espèrent devenir majoritaires lors du 50e Congrès qui se réunit à Issy-les-Moulineaux à partir du 11 septembre 1958. Mais la « machine » du Parti leur ôte toute illusion. Dès le premier jour, et sans attendre le résultat d'un vote où les tractations des grosses fédérations (Nord, Pas-de-Calais, Bouches-du-Rhône) font ou défont les majorités, les « chefs » de la minorité quittent le Congrès et annoncent la création d'un Parti socialiste autonome (PSA). Cette sortie rapide tient en l'attitude à adopter lors du référendum constitutionnel du 28 septembre 1958. Parmi les partisans du « non », se trouve Pierre Mendès France, issu du Parti radical, que les nouveaux socialistes autonomes verraient volontiers à leur côté. En fait, lorsque le premier congrès du Parti socialiste autonome se réunit les 1er, 2 et 3 mai 1959 à Montrouge, l'ancien Président du conseil n'a toujours pas adhéré. Ce n'est qu'en septembre de la même année que l'annonce en est faite.
Rejoint donc par Pierre Mendès France, le PSA, qui s'estime en position de force, tant par le nombre d'adhérents (il en annonce 16 000 en 1960), que par le poids politique, entame des négociations avec l'Union de la gauche socialiste et Tribune du communisme, en vue de s'unir et de créer une formation plus large que celle des anciens de la SFIO. L'aboutissement du processus donne naissance au Parti socialiste unifié (PSU). Édouard Depreux devient secrétaire général du nouveau parti.

### Direction du Parti socialiste autonome
Formée « sur un coin de table de café », le 11 septembre 1958, la direction provisoire est constituée du secrétaire général Édouard Depreux, de deux adjoints, Alain Savary et Robert Verdier. Tous trois sont alors députés. Depreux dans le département de la Seine, Verdier à Paris et Savary à Saint-Pierre et Miquelon.

### Élections législatives de 1958
Des parlementaires de la SFIO adhérent au nouveau parti : les trois précédemment nommés, puis Guy Desson des Ardennes, Daniel Mayer à Paris, Antoine Mazier des Côtes-du-Nord, Jean Binot en Seine-Maritime (liste non limitative). Mais les élections législatives de novembre 1958 , avec le raz-de-marée gaulliste, ne permettent à ces députés de continuer leur mandat. Plusieurs membres du PSA ne sont pas candidats, tels Charles Lussy du Vaucluse, Alexandre Baurens dans le Gers . Certains sympathisants ne sautent le pas qu'au bout d'un an, non sans avoir essuyé eux aussi un échec électoral soit aux législatives soit aux municipales de 1959, tels François Tanguy-Prigent du Finistère, Alix Berthet de l'Isère, Achille Auban de la Haute-Garonne, Henri Briffod de la Haute-Savoie, Pierre Mazuez de la Saône-et-Loire.
Le cartel de l'Union des forces démocratiques présente un nombre total de 90 candidats. Ils recueillent 261 738 voix, soit 0,95 % du total national des électeurs inscrits ou encore 4,8 % des électeurs des circonscriptions concernées par ces 90 candidats. Au sein de ce regroupement, le Parti socialiste autonome présente 22 candidats qui recueillent sur leur nom 76 200 voix, soit 5,5 % des électeurs de 22 circonscriptions où ils se présentent.

## Du PSA au PSU
Préalablement à la séance unificatrice du 3 avril 1960, le deuxième Congrès du Parti socialiste autonome se tient à Alfortville, dont le maire est un des rares édiles de la Région parisienne à être adhérent du parti. Le rapport présenté par Édouard Depreux est adopté, sauf « quelques abstentions ». Les délégués se transportent ensuite à la Salle des fêtes d'Issy-les-Moulineaux pour fonder le Parti socialiste unifié (PSU). Ils participent à l'élection des instances dirigeantes, où le PSA est représenté par 25 membres (sur 55) au « Comité politique national » et 5 membres sur 11 au Bureau national. Parmi ces 25 membres, on ne dénombre qu'une femme, c'est aussi la seule de l'aréopage unifié des 55 membres du Comité politique. Les cinq premiers de la liste sont au Bureau national :
- Édouard Depreux, Alain Savary, Robert Verdier, Maurice Klein, Charles Hernu ; Daniel Mayer, Jean Binot, Raymond Badiou, Tanguy-Prigent[11], André Seurat, Jean Rous, Guy Desson, Mireille Osmin, Charles Lussy, Robert Chéramy, Marcel Roubault, Roland Florian, André Hauriou, René Fallas, Maurice Laval, André Philip, Jean Moschetti, André Joublot, Georges Suffert, Henri Humblot (conseiller municipal de Chalons-sur-Marne et candidat à des élections locales).